# Луиджи Орсини
Луиджи Орсини или Лудовико Орсини (на италиански: Luigi Orsini, Ludovico Orsini; * 1470, Питиляно; † 27 януари 1534, Лониго) от родаОрсини, е 7-и граф на Питиляно.

## Произход
Той е син на Николо Орсини (1442 – 1510), граф на Питиляно, и на първата му съпруга Елена Конти дей Конти Монталкино († 1504), дъщеря на Грато Конти.

## Брак и потомство
Той се жени за Джулия Конти, дъщеря на Якопо Конти от рода на графовете на Сени. Те имат децата:
- Джеролама Орсини (1503 – 1570), ∞ 1519 за Пиер Луиджи II Фарнезе (1503 – 1547), херцог на Парма и Пиаченца, незаконен син на папа Павел III[5]
- Марция Орсини († 1548), ∞ за Джан Джакомо де Медичи, маркиз на Мариняно